# Carlo Mattrel
Carlo Mattrel (Torino, 1937. április 14. – Fronte Canavese, 1976. szeptember 25.) olasz labdarúgókapus.
Az olasz válogatott tagjaként részt vett az 1962-es labdarúgó-világbajnokságon. Közlekedési balesetben hunyt el.